# Mosteiro de Ferapontov
O Mosteiro de Ferapontov (em russo: Ферапонтов монастырь), no oblast de Vologda é considerado um dos mais belos exemplos de arte e arquitetura medieval russa, razão pela qual está na lista do Patrimônio Mundial da UNESCO.
O mosteiro foi fundado em 1398 a oeste do Mosteiro Kirilo-Belozersky, em homenagem a São Cirilo de Beloózero. O mosteiro começou a ser conhecido graças a um discípulo de Cirilo, São Marciniano, que passou a abade do mosteiro da Trindade de São Sérgio em 1447.
Este mosteiro ortodoxo foi protegido pelos membros da família de Ivã III da Rússia. A construção mais antiga, a catedral da Natividade da Virgem foi construída pelos mestres de Rostov.